# FireWire

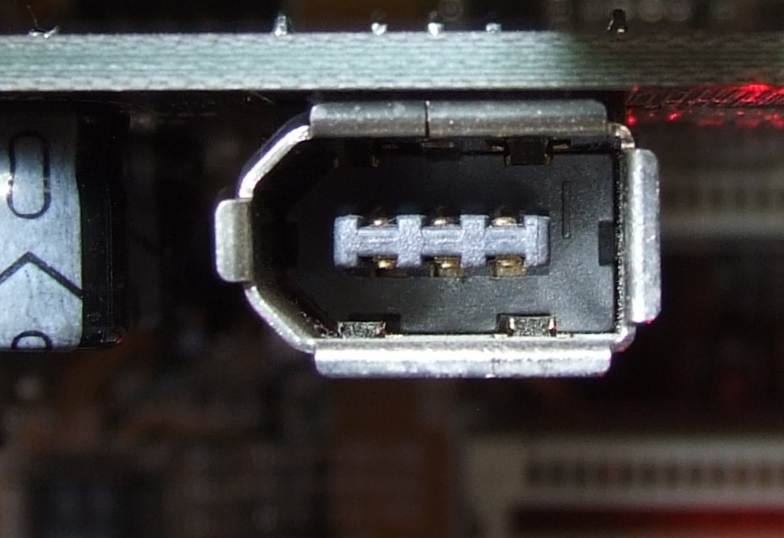
Gniazdo FireWire wewnątrz komputera

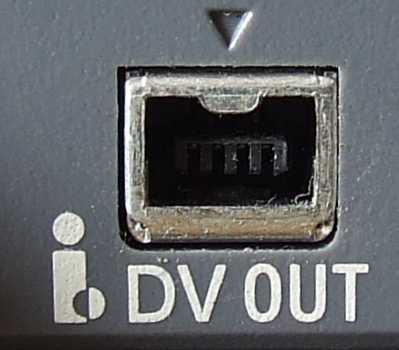
Gniazdo i-Link w kamerze cyfrowej firmy Sony

FireWire – standard łącza szeregowego umożliwiającego szybką komunikację i synchroniczne usługi w czasie rzeczywistym. Opracowany w roku 1995 dla komputerów osobistych i cyfrowych urządzeń optycznych. Rozwijany do 2013 r. przez firmę Apple Inc. Jest zdefiniowany w dokumencie IEEE 1394.
Magistrala ta w okrojonej wersji wykorzystywana jest przez firmę Sony pod nazwą i.Link oraz przez Texas Instruments jako Lynx. Natomiast firma Creative Technology opisuje złącze jako SB1394, a przez inne firmy jako DV link. Zmiana nazwy ma na celu uniknięcie opłat licencyjnych, ale wszystkie te złącza są ze sobą zgodne z wyjątkiem różnych wtyczek i braku linii zasilania.
FireWire jest szeregową magistralą ogólnego przeznaczenia, jednak ze względu na promowanie jej przez Apple jako wyjątkowo multimedialnej oraz ze względu na powszechne stosowanie w kamerach jest kojarzona prawie wyłącznie z kamerami cyfrowymi. Obecnie popularne stało się używanie FireWire w profesjonalnych kartach muzycznych i innym sprzęcie audio.

## Szybkość transmisji

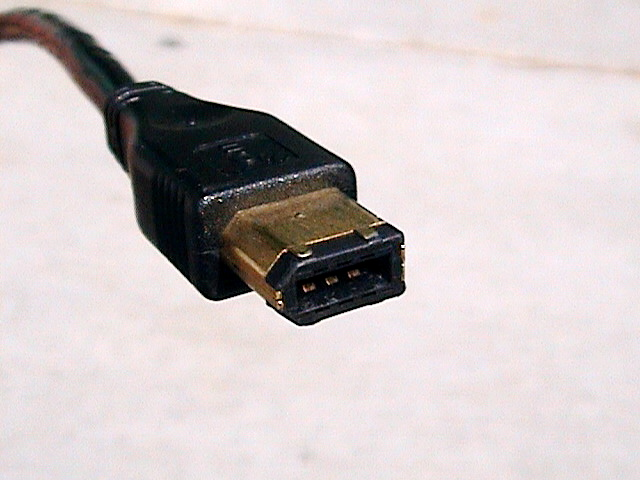
6-pinowy wtyk FireWire

Nazwa FireWire obejmuje kilka standardów komunikacji zapewniających transfer rzędu: 100, 200, 400, 800 Mbit/s. Najnowsza specyfikacja zapewnia również przesył z prędkością do 1600 i 3200 Mbit/s. Długość kabla ograniczona jest do ok. 4,5 metra, natomiast wersja optyczna ok. 1000 metrów. Długość kabla ograniczona jest do 4,5 metra, ale można stworzyć specjalne połączenia nawet 16 odcinków kabla, co daje efektywną długość siedemdziesięciu dwóch metrów. Transmisja odbywa się za pomocą dwóch par przewodów (TPA+ i TPA- oraz TPB+ i TPB-), dodatkowo interfejs wyposażony jest w linię zasilającą (masa i nieregulowane napięcie dodatnie 30 V bez obciążenia). Najnowszy standard S3200 przewiduje również wykorzystanie połączeń optycznych, co umożliwia transfer 3,2 Gbit/s i uzyskanie długości ponad 100 m, natomiast przy wykorzystaniu standardowej skrętki 5. kategorii możliwe jest uzyskanie 100 Mbit/s i odległości 100 metrów.

## Możliwości standardu IEEE 1394
Standard umożliwia połączenie do 63 urządzeń peryferyjnych w strukturę drzewiastą (w odróżnieniu od liniowej struktury SCSI). Pozwala urządzeniom na bezpośrednią komunikację, na przykład skanerowi i drukarce, bez używania pamięci lub CPU komputera. Obsługuje plug-and-play i hot-swap. Sześciożyłowy kabel (w wersji z zasilaniem) jest nie tylko wygodniejszy niż kabel SCSI, ale dopuszcza użycie mocy do 60 W, co umożliwia rezygnację z zewnętrznych źródeł zasilania w przypadku urządzeń o niewielkim zapotrzebowaniu na energię elektryczną. W wersji bez zasilania wykorzystywane są kable 4-żyłowe i mniejsze wtyki.

## Zastosowania FireWire
FireWire jest powszechnie używany do łączenia kamer wideo i urządzeń pamięci masowej. Stosuje się go zamiast popularniejszego USB z powodu większej szybkości transmisji (prędkość nie zależy od wielkości plików jak przy USB – płynny streaming) oraz dlatego, że nie wymaga użycia komputera. Nie ma również konieczności wysyłania sygnałów potwierdzających aktywność urządzenia po drugiej stronie (co czyni USB nieefektywnym dla profesjonalnej obróbki wideo). Jednak opłaty licencyjne, których wymaga Apple od firm produkujących urządzenia obsługujące FireWire (0,25 USD za każde urządzenie), oraz znacznie kosztowniejszy sprzęt spowodowały, że FireWire uległo względem USB na rynku masowym, na którym koszt produktu jest głównym ograniczeniem.
Sony i.Link znalazł zastosowanie we wczesnych wersjach konsoli PlayStation 2.
IEEE-1394B trafił m.in. do myśliwców Lockheed F-22 Raptor i Lockheed F-35 Lightning II.
FireWire odmiennie niż USB zarządza magistralą – nie wymaga kontrolera magistrali, czyli hosta. W standardzie USB magistralą zarządza kontroler (host), na jednej magistrali może pracować tylko jeden host i jest nim zawsze komputer. W FireWire urządzenia są równouprawnione, co pozwala na transmisję bezpośrednio pomiędzy urządzeniami dołączonymi do magistrali, bez pośrednictwa komputera. Dzięki temu możliwe jest z jednej strony łączenie za pomocą magistrali FireWire kilku komputerów ze sobą (i nawet wykorzystanie protokołu IP), z drugiej strony możliwa jest bezpośrednia komunikacja między urządzeniami, na przykład przesyłanie danych pomiędzy skanerem i drukarką bez używania pamięci lub procesora komputera.

## Porównanie FireWire z USB
| Porównanie                               | FireWire                                                | USB 2.0                          | USB 3.0                           |
| ---------------------------------------- | ------------------------------------------------------- | -------------------------------- | --------------------------------- |
| Szybkość transferu                       | do 400, 800, 1600 lub 3200 Mb/s                         | do 480 Mb/s                      | do 4800 Mb/s                      |
| Kontroler nadrzędny                      | niewymagany                                             | wymagany                         | wymagany                          |
| Obciążanie procesora                     | tak, niewielkie                                         | tak, niewielkie                  | tak, niewielkie                   |
| Topologia                                | sieć rozgałęziona                                       | gwiazda                          | gwiazda                           |
| Maksymalna długość kabla                 | 4,5 m                                                   | 5 m                              |                                   |
| Maksymalna odległość między urządzeniami | 72 m (16 czteroipółmetrowych odcinków kabla w łańcuchu) | 10 m (dwa pięciometrowe odcinki) |                                   |
| Maksymalna liczba urządzeń               | 63                                                      | 127 (+ kontroler magistrali)     | 127                               |
| Skalowalność                             | tak                                                     | tak                              | tak                               |
| Plug and Play                            | tak                                                     | tak                              | tak                               |
| Hot plug                                 | tak                                                     | tak                              | tak                               |
| zasilanie                                | tak, do 30 V 1,5 A 60 W                                 | tak, 5 V, do 2,5 W               | tak, 5 V, do 4,5 lub 7,5 albo 9 W |

Standard FireWire, mimo większych możliwości, nie jest tak popularny jak USB. Na skutek polityki Intela, kontroler FireWire nie jest zintegrowany z żadnym chipsetem tej firmy. Umieszczanie dodatkowego, dedykowanego układu podnosi natomiast koszty produkcji płyt głównych, dlatego producenci płyt implementowali FireWire jedynie w droższych modelach. Obecnie niezbyt często spotyka się płyty główne z kontrolerem FireWire.
Zupełnie odmiennie sytuacja wyglądała w komputerach produkowanych przez Apple, w których magistrala FireWire zastąpiła w obsłudze urządzeń zewnętrznych (takich jak dyski, nagrywarki czy skanery) niewygodną i czasami problematyczną magistralę SCSI. Pierwszym komputerem Apple wyposażonym seryjnie w kontroler FireWire był Power Macintosh G3 (tzw. Blue & White) z 1999 r. Do roku 2001 magistrala FireWire została wprowadzona we wszystkich komputerach tej firmy. Również iPod wyposażony był w to złącze do przesyłu danych i ładowania baterii (Gen 1-3, od Gen 3 obok USB, które służy do przesyłu danych i zasilania urządzeń w energię elektryczną), model piątej generacji używa go tylko do ładowania baterii, natomiast przesyłanie danych odbywa się magistralą USB. Od tej generacji koncern Apple zaprzestał montowania tego typu złącz w nowszych modelach swoich urządzeń.